# Brook Benton
Brook Benton, född Benjamin Franklin Peay den 19 september 1931 i Lugoff, nära Camden, Kershaw County, South Carolina, död 9 april 1988 i Queens, New York City, var en amerikansk låtskrivare och sångare i soultraditionen, med många skivsuccéer i slutet av 1950-talet och början av 1960-talet.
Han började i sånggruppen The Camden Jubilee Singers på hemorten, men flyttade 1948 till New York. Slog igenom med "It's Just a Matter of Time" som gick upp till tredje plats på Billboard-listan i september 1959. Därefter följde över 20 listplaceringar, varav kan nämnas "Baby (You've Got What It Takes)" tillsammans med Dinah Washington 1960, "The Boll Weevil Song" 1961, "Hotel Happiness" 1962 och "Rainy Night in Georgia" 1970.

## Diskografi
Studioalbum (urval)
- 1959 – It's Just a Matter of Time
- 1959 – Endlessly
- 1960 – I Love You in So Many Ways
- 1960 – The Two of Us (med Dinah Washington)
- 1961 – The Boll Weevil Song and 11 Other Great Hits
- 1962 – If You Believe
- 1962 – Singing the Blues- Lie to Me
- 1963 – Best Ballads of Broadway
- 1964 – Born to Sing the Blues
- 1964 – Laura (What's He Got That I Ain't Got)
- 1969 – Do Your Own Thing
- 1970 – Brook Benton Today
- 1970 – Homestyle
- 1971 – The Gospel Truth
- 1972 – Story Teller
- 1973 – Something for Everyone

Singlar (urval)
- 1959 – "It's Just a Matter of Time"
- 1959 – "Endlessly"
- 1959 – "Thank You Pretty Baby"
- 1959 – "So Many Ways"
- 1960 – "Baby (You've Got What It Takes)" (med Dinah Washington)
- 1960 – "A Rockin' Good Way (to Mess Around and Fall in Love)" (med Dinah Washington)
- 1960 – "Kiddio"
- 1960 – "Fools Rush In (Where Angels Fear to Tread)"
- 1961 – "Think Twice"
- 1961 – "The Boll Weevil Song"
- 1961 – "Frankie and Johnny"
- 1962 – "Shadrack"
- 1962 – "Walk on the Wild Side"
- 1964 – "A House Is Not a Home"
- 1967 – "Laura (What's He Got That I Ain't Got)"
- 1970 – "Rainy Night in Georgia"
- 1970 – "My Way"
- 1973 – "Lay Lady Lay"
- 1976 – "Can't Take My Eyes Off You"